# RIPE NCC

로고

지역 인터넷 레지스트리의 서비스 지역 지도(RIPE NCC는 노란색)

RIPE NCC(Réseaux IP Européens Network Coordination Centre)는 유럽, 중동 및 중앙아시아 일부 지역의 RIR(대륙별 인터넷 레지스트리)이다. 본사는 네덜란드 암스테르담에 있고 지사는 UAE 두바이에 있다.
RIR은 특정 지역에서 인터넷 번호 리소스(IPv4 주소, IPv6 주소 및 자율 시스템 번호)의 할당 및 등록을 감독한다.
RIPE NCC는 인터넷 인프라의 기술 및 관리 조정을 지원한다. 서비스 지역 내 76개국 이상에 10,000명 이상의 회원(2014년 3월 기준)을 보유한 비영리 회원 단체이다.
개인이나 조직이라면 누구나 RIPE NCC의 회원이 될 수 있다. 회원은 주로 인터넷 서비스 제공자(ISP), 통신 기관, 교육 기관, 정부, 규제 기관 및 대기업으로 구성된다.
RIPE NCC는 또한 인터넷 기술 개발에 관심이 있는 모든 당사자에게 열려 있는 포럼인 RIPE(Réseaux IP Européens)에 기술 및 관리 지원을 제공한다.